# Rejon hancewicki
Rejon hancewicki (biał. Га́нцавіцкі раён, Hancawicki rajon, ros. Ганце́вичский райо́н, Ganciewiczskij rajon) – rejon w południowo-zachodniej Białorusi, w obwodzie brzeskim.

## Geografia
Rejon hancewicki ma powierzchnię 1709,58 km². Lasy zajmują powierzchnię 913,17 km², bagna 128,40 km², obiekty wodne 66,37 km².

## Ludność
- W 2009 roku rejon zamieszkiwało 31 170 osób, w tym 13 894 w mieście i 17 276 na wsi[2].
- 1 stycznia 2010 roku rejon zamieszkiwało ok. 31 000 osób, w tym ok. 13 900 w mieście i ok. 17 100 na wsi[3].

### Skład etniczny
- Białorusini – 94,4%
- Rosjanie – 3,0%
- Polacy – 1,8%
- inni – 0,6%

## Podział administracyjny
W skład rejonu wchodzi jedno miasto i 8 sielsowietów:
- miasto:
  - Hancewicze
- sielsowiety:
  - Chotynicze
  - Czudzin
  - Deniskowicze
  - Lubaszewo
  - Lusino
  - Malkowicze
  - Nacz
  - Oharewicze